# José Rodríguez Hernández
José Alberto Rodríguez Hernández (1995) è un lottatore messicano, specializzato nella lotta greco-romana.

## Biografia
Ai campionati panamericani di Acapulco 2022 ha vinto la medaglia d'argento nel torneo dei -63kg, perdendo in finale con lo statunitense Samuel Lee Jones.
Ai mondiali di Belgrado 2022 è stato eliminato dal tedesco Abdolmohammad Papi ai sedicesimi della categoria -63 kg.
È stato vicecampione continentale per la seconda volta ai campionati panamericani di Buenos Aires 2023, in cui è rimasto sconfitto in finale contro lo statunitende Dalton Duffield nei -55 kg.

## Palmarès
| Anno | Manifestazione          | Sede         | Evento | Risultato | Note |
| ---- | ----------------------- | ------------ | ------ | --------- | ---- |
| 2022 | Campionati panamericani | Acapulco     | 63 kg  | Argento   |      |
| 2022 | Mondiali                | Belgrado     | 63 kg  | 26º       |      |
| 2023 | Campionati panamericani | Buenos Aires | 55 kg  | Argento   |      |